# Ithaca (Ohio)

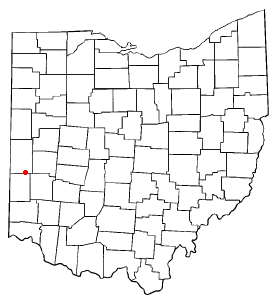
Ithaca na planie stanu Ohio

Ithaca – wieś w USA, w stanie Ohio, w hrabstwie Darke.
Według danych z 2000 roku wieś miała 102 mieszkańców.